# Dorfkirche Jerchel (Tangerhütte)

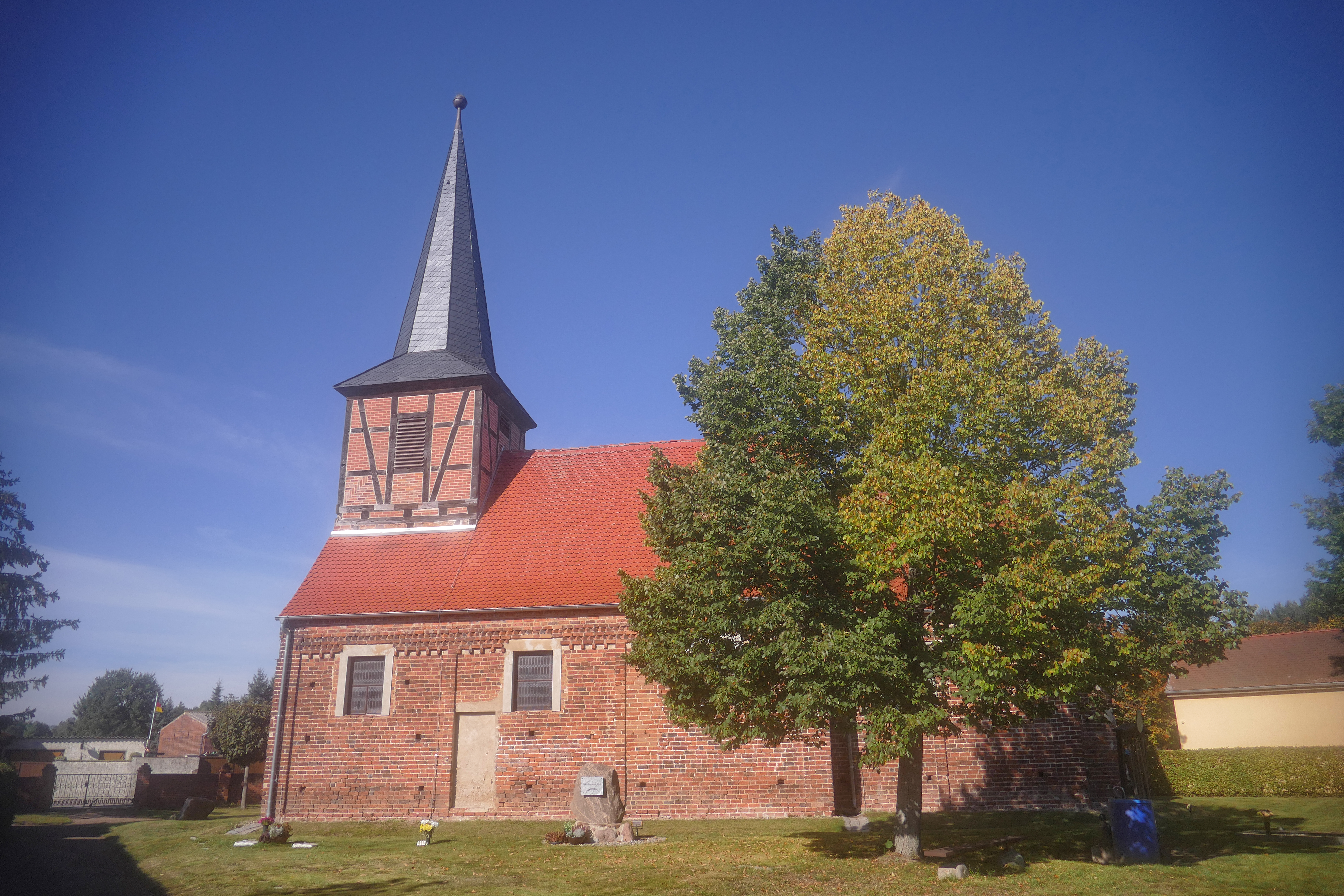
Dorfkirche Jerchel (Tangerhütte)

Die evangelische Dorfkirche Jerchel ist eine spätromanische Saalkirche im Ortsteil Jerchel von Tangerhütte im Landkreis Stendal in Sachsen-Anhalt. Sie gehört zum Pfarrbereich Cobbel-Grieben im Kirchenkreis Stendal der Evangelischen Kirche in Mitteldeutschland (EKMD).

## Geschichte und Architektur
Die kleine romanische Saalkirche wurde um 1200 in der Nachfolge der Kirche von Kloster Jerichow erbaut; sie gehört wie die Dorfkirche Redekin, Dorfkirche Großwulkow und die Kirche Roßdorf zu den Bauwerken im Stil der Backsteinromanik. Die Kirche ist ein Backsteinbauwerk mit eingezogenem Rechteckchor und Apsis. Die Fassade ist regelmäßig durch Lisenen, umlaufende Rundbogen- und Dreiecksfriese und an der Apsis durch Deutsches Band gegliedert. Im Ursprungszustand sind die Fenster an der Apsis erhalten, an der Nordseite sind vermauerte romanische Fenster erkennbar. Der Fachwerkturm mit Spitzhelm über dem Westteil stammt von einem barockisierenden Umbau in den Jahren 1730/31, bei dem auch die Fenster außen rechteckig und innen stichbogig ausgeführt wurden. Das Innere wird durch eine flache Holzbalkendecke abgeschlossen. Der Triumphbogen ist mit einem Kämpfergesims aus Rundstab-Formziegeln versehen. Vor der schlichten Orgelempore im Westen stehen mächtige hölzerne Stützen, welche den Dachturm tragen.

## Ausstattung
Die Kirche hat eine einheitliche prächtige Ausstattung in ländlich-barocken Formen mit Marmorierung in Ocker, Grau und Englischrot erhalten. Der reich geschmückte Kanzelaltar ist in den Rundbogen der Apsis eingefügt und wird von einer gemalten Draperie auf der Ostwand des Chores umschlossen, die inschriftlich auf das Jahr 1731 datiert ist; über den Chorumgangstüren ist jeweils das Wappen derer von Itzenplitz angebracht. In der Nordostecke des Schiffs ist die Herrschaftsempore auf toskanischen Säulen aufgestellt; sie ist mit durchbrochenem Akanthusschnitzwerk, Blütenrosetten und zwei aufgemalten Allianzwappen verziert und auf das Jahr 1749 datiert.
Mehrere Grabsteine und Epitaphe der Patronatsherrenfamilie von Itzenplitz sind erhalten, unter anderem das Fragment einer Grabplatte mit der Ritzzeichnung eines Ehepaars aus dem Jahr 1368 sowie der dreifigurige Grabstein des Christoph von Itzenplitz († 1709) mit seinen beiden Ehefrauen Hedwig von Arnstedt († 1683) und Maria Woldeck von Arneburg († 1709) im Flachrelief. Eine Bronzeglocke von Franz Andreas Ziegner aus Magdeburg stammt aus dem Jahr 1751.